# Lyyli Hagan
Lyyli Ingrid Hagan, född 14 februari 1889 i Gamlakarleby, död 7 oktober 1980 i Helsingfors, var en finländsk sjuksköterska. 
Hagan var en av de första skolhälsovårdarna i Helsingfors 1924–1949. Hon var ordförande för sjuksköterskeutskottet vid Finlands Röda Kors 1933–1962. Under andra världskriget var hon chef för den av nämnda utskott organiserade sjuksköterskereserven.

## Utmärkelser
- Cross of Liberty 1st Division, 3rd Class,  1920[1]
- Tredje klass av Estniska Röda korsets orden,  1923[2]
- Florence Nightingale-medaljen,  1947[3][4]
- Finlands Röda Kors’ förtjänstmedalj i silver[5]
- Finlands Vita Ros’ tecken[5]
- Finlands Röda Kors’ förtjänstmedalj i brons[5]

[Redigera Wikidata]